# Łzy
Łzy – polski zespół muzyczny grający muzykę z gatunku pop-rock, założony w 1996 w Pszowie.
Zespół wydał osiem albumów studyjnych, z czego dwa – W związku z samotnością (2000) i Nie czekaj na jutro (2003) – uzyskały status platynowej płyty za wysoką sprzedaż w Polsce. Do największych przebojów grupy należą utwory: „Agnieszka już dawno...”, „Narcyz się nazywam”, „Jestem jaka jestem”, „Oczy szeroko zamknięte”, „Gdybyś był” oraz „Puste słowa”.

## Historia
Zespół powstał jesienią 1996 w Pszowie. Z chwilą nagrania pierwszego dema grupa występowała w składzie: Adam Konkol (gitara), Anna Wyszkoni (wokal), Arkadiusz Dzierżawa (gitara basowa), Dawid Krzykała (perkusja) oraz Sławomir Mocarski (instrumenty klawiszowe). W tym czasie Łzy nagrały w katowickim Cyberstudiu dwie piosenki: „Słońce” oraz „Nienawiść”. Wiosną 1997 muzycy nagrali sześć innych piosenek, które umieścili na swoim Demo. Dzięki zwycięstwu w „Przeglądzie” w Opatowie w 1997 mogli nagrać kolejne utwory w warszawskim Sonusie. Nagrali w nim piosenkę „W księżycowym śnie” i album studyjny pt. Słońce. W tym czasie z zespołu odszedł Sławomir Mocarski, a jego miejsce zajął Adrian Wieczorek.
W grudniu 1998 wydali album pt. Słońce. W 1999 do zespołu dołączył Rafał Trzaskalik. W lipcu 2000 wydali album pt. W związku z samotnością, który promowali m.in. przebojem „Agnieszka już dawno...”. Za to wydawnictwo w czerwcu 2001 otrzymali status złotej płyty, a na początku 2002 – platynowej. W maju 2002 wydali album pt. Jesteś jaki jesteś, za którego wysoką sprzedaż uzyskali certyfikat złotej płyty. Promujący album singiel „Jestem jaka jestem” premierowo wykonali na 39. Krajowym Festiwalu Piosenki w Opolu.

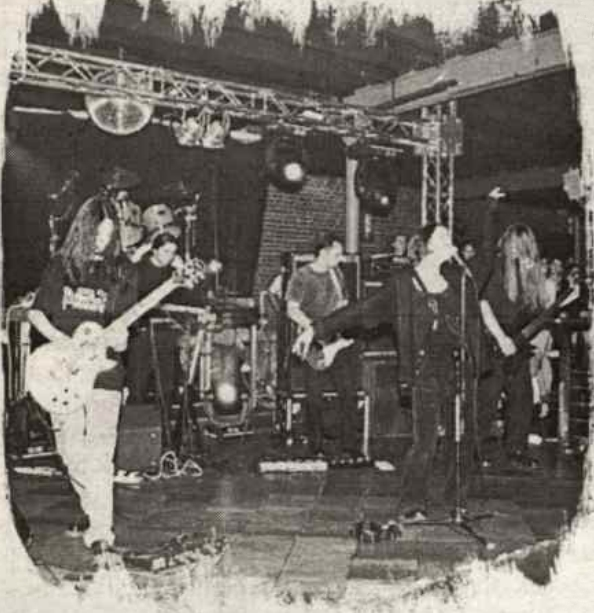
Zespół Łzy podczas koncertu w Prudniku, 2001

Na początku 2003 rozpoczęli współpracę z Maciejem Durczakiem i jego przedsiębiorstwem House Rock Entertainment. W czerwcu 2003 wydali swój czwarty album studyjny pt. Nie czekaj na jutro. Za wykonanie utworu „Oczy szeroko zamknięte” otrzymali nagrodę publiczności w konkursie „Premier” rozgrywanego podczas 40. KFPP w Opolu. W lipcu za album otrzymali certyfikat złotej płyty, a w listopadzie – platynowej. W styczniu 2004 brali udział z piosenką „Julia, tak na imię mam” w krajowych eliminacjach do Konkursu Piosenki Eurowizji 2004. Występ zadedykowali Adamowi Konkolowi, który kilka dni przed rozegraniem finału miał krwotok płucny. W finale selekcji zajęli drugie miejsce. W tym samym roku zajęli drugie miejsce w Telekamerach. W kwietniu otrzymali Mikrofony Popcornu za wygraną w kategorii „Zespół roku” oraz „Przebój roku” (za „Oczy szeroko zamknięte”). Podczas 41. KFPP wygrali nagrody w kategoriach „Zespół roku” i „Przebój roku” (za „Oczy szeroko zamknięte”).

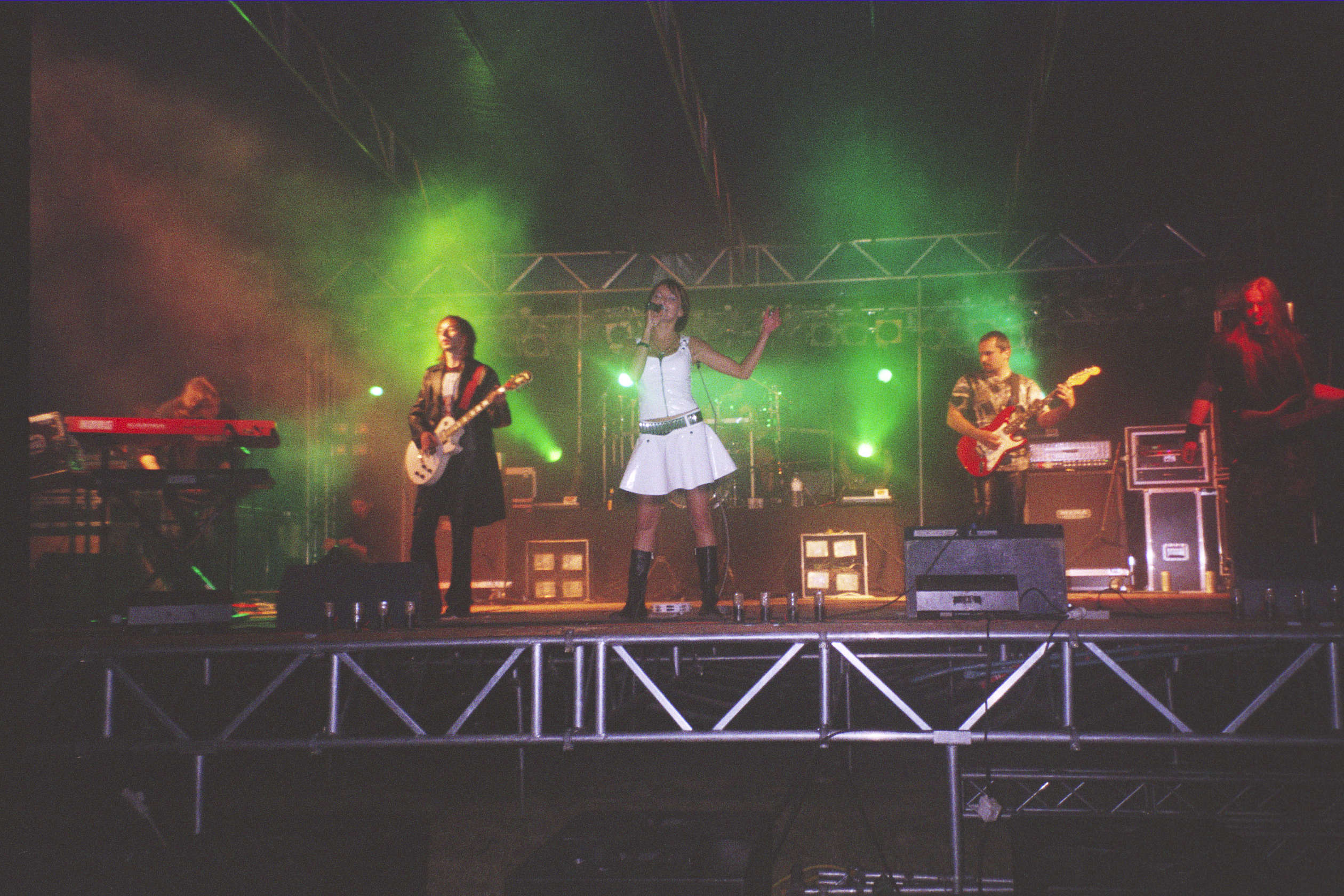
Zespół Łzy podczas koncertu w Poznaniu, 2005

W czerwcu 2005 wydali album pt. Historie, których nie było. Z singlem „Przepraszam cię” brali udział w festiwalu sopockim. W 2006 obchodzili 10-lecie istnienia, z tego okazji wydali kompilację hitów pt. The Best of 1996–2006 oraz koncertowe DVD, zawierające występy z konkursów oraz festiwali, a na wersji limitowanej także oficjalne teledyski. Singiel promujący płytę „Gdybyś był” zaprezentowali premierę na 43. KFPP w Opolu. W listopadzie wydali reedycję składanki przebojów, poszerzoną o płytę akustyczną. W marcu 2007 za kompilację otrzymali certyfikat złotej płyty, a w czerwcu 2009 – platynowej.
W maju 2009 zagrali koncert na Florydzie, w czerwcu nagrali z Jerzym Połomskim piosenkę „Do zakochania jeden krok”, a w listopadzie zostali uhonorowani statuetką „Famek 2009” za dorobek muzyczny. W 2010 koncertowali w Szkocji i Austrii, a także otrzymali nominację do Viva Comet Awards w kategoriach: „Artysta 10-lecia” oraz „Przebój 10-lecia” (za „Agnieszka już dawno...”) oraz, reprezentując Polskę z piosenką „Twoje serce, skraść chcę”, zajęli czwarte miejsce na Festiwalu Piosenki Krajów Nadbałtyckich w Karlshamn.
17 listopada 2010 na oficjalnej stronie internetowej Łez pojawiła się informacja o zakończeniu współpracy zespołu z Anną Wyszkoni i przedsiębiorstwem RockHouse Entertainment. Kilka dni później muzycy grupy zamieścili ogłoszenie o poszukiwaniach nowej wokalistki. 1 stycznia 2011 wokalistką Łez została Sara Chmiel, która zadebiutowała z zespołem 9 stycznia 2011 koncertem w trakcie XIX finału Wielkiej Orkiestry Świątecznej Pomocy. 14 lutego wydali singel „Zatańcz ze mną, proszę”, który promował ich szósty album studyjny pt. Bez słów..., który ukazał się 13 maja. Pierwszy album z Chmiel wydali w dwóch wersjach: jednopłytowej, która zawierała 13 premierowych piosenek, oraz dwupłytowej, na której znalazły się największe przeboje zespołu zaśpiewane przez najbardziej uzdolnione uczestniczki castingu na wokalistkę zespołu. W lipcu 2011 zaprezentowali kolejny singiel z płyty, „Bo każdej nocy” (lipiec 2011). W kwietniu wydali singiel „Na nic nie czekam” za pośrednictwem portalu muzodajnia.pl. We wrześniu zaprezentowali piosenkę „Kiedy nie ma w nas miłości”, który w ciągu miesiąca uzyskał 500 tys. odtworzeń w serwisie YouTube. Od października do grudnia 2018 zespół zawiesił działalność na czas urlopu macierzyńskiego Sary Chmiel, która w październiku urodziła syna.

### Rozłam zespołu
W 2021 doszło do rozłamu zespołu. Adam Konkol stwierdził we wpisie na Facebooku, iż wymienił cały dotychczasowy jego skład, gdyż tworzący go muzycy mieli blokować wszystkie jego muzyczne pomysły, ponadto oskarżył kolegów o wyrzucenie z zespołu, jednocześnie jednemu z nich, Arkadiuszowi Dzierżawie, zarzucił, że „za jego plecami” próbował zarejestrować w Urzędzie Patentowym nazwę zespołu Łzy jako własną. W odpowiedzi dotychczasowy skład Łez wyjaśnił, że zgodnie z posiadanymi dokumentami Konkol sam odszedł z zespołu, a ponadto nie przysługuje mu żadne wyłączne prawo do nazwy Łzy.
5 listopada 2021 jednocześnie oba składy zespołu wydały nowe piosenki; pierwotny skład wydał utwór „Za szczęście, za zdrowie, za miłość”, z kolei zespół Łzy z Adamem Konkolem wydał utwór „Agnieszka 2.0" stanowiący sequel piosenki „Agnieszka już dawno...” z 2000. Wokalistką w składzie pod wodzą Adama Konkola została Paulina Titkin.
W styczniu 2025 zespół z wokalistką Sarą Chmiel poinformował, że Urząd Patentowy RP przyznał im prawo do używania nazwy „Łzy” oraz do domeny internetowej.

## Dyskografia

### Albumy studyjne
| Rok        | Tytuł                          | OLiS | Informacje                                                     |
| ---------- | ------------------------------ | ---- | -------------------------------------------------------------- |
| 1998       | Słońce                         | 46   | - Sprzedaż: 22 000 - Status: brak wyróżnień - Reedycja: –      |
| 2000       | W związku z samotnością        | 4    | - Sprzedaż: 125 000 - Status: platynowa płyta - Reedycja: –    |
| 2002       | Jesteś jaki jesteś             | 4    | - Sprzedaż: 45 000 - Status: złota płyta - Reedycja: –         |
| 2003       | Nie czekaj na jutro            | 1    | - Sprzedaż: 80 000+ - Status: platynowa płyta - Reedycja: 2004 |
| 2005       | Historie, których nie było     | 11   | - Sprzedaż: – - Status: brak wyróżnień - Reedycja: –           |
| 2011       | Bez słów...                    | –    | - Sprzedaż: 3000 - Status: brak wyróżnień - Reedycja: 2011     |
| 2014       | Zbieg okoliczności             | –    | - Sprzedaż: - Status: - Reedycja: –                            |
| 2016       | Łzy 20                         | –    | - Sprzedaż: - Status: - Reedycja:                              |
| 2017       | Live Przystanek Woodstock 2016 | –    | - Sprzedaż: - Status: - Reedycja:                              |
| 2021       | Miłość w czasach samotności    | –    | - Sprzedaż: - Status: - Reedycja:                              |
| 16.06.2023 | Ok, Ok                         | –    |                                                                |

### Kompilacje
| Rok  | Tytuł                 | OLiS | Informacje                                                    |
| ---- | --------------------- | ---- | ------------------------------------------------------------- |
| 2006 | The Best of 1996–2006 | 11   | - Sprzedaż: 30 000 - Status: platynowa płyta - Reedycja: 2006 |

### Single
| Rok                                                      | Tytuł                                 | Pozycje na listach | Pozycje na listach | Pozycje na listach | Pozycje na listach | Album                      |
| Rok                                                      | Tytuł                                 | 30 ton             | SLiP               | LP3                | RMF                | Album                      |
| -------------------------------------------------------- | ------------------------------------- | ------------------ | ------------------ | ------------------ | ------------------ | -------------------------- |
| 1999                                                     | „Aniele mój”                          | –                  | –                  | –                  | –                  | Słońce                     |
| 2000                                                     | "Modlitwa”                            | –                  | –                  | –                  | –                  | W związku z samotnością    |
| 2001                                                     | „Agnieszka już dawno...”              | 6                  | –                  | –                  | –                  | W związku z samotnością    |
| 2001                                                     | "Narcyz się nazywam”                  | 2                  | 21                 | –                  | –                  | W związku z samotnością    |
| 2001                                                     | „Opowiem wam jej historię”            | 12                 | –                  | –                  | –                  | W związku z samotnością    |
| 2001                                                     | „Niebieska sukienka”                  | 24                 | 50                 | –                  | –                  | W związku z samotnością    |
| 2002                                                     | „Jestem jaka jestem”                  | 3                  | 13                 | –                  | –                  | Jesteś jaki jesteś         |
| 2002                                                     | „Ja nie lubię nikogo”                 | 9                  | 37                 | –                  | –                  | Jesteś jaki jesteś         |
| 2002                                                     | „Anastazja, jestem”                   | –                  | 7                  | –                  | –                  | Jesteś jaki jesteś         |
| 2002                                                     | „Jestem dilerem”                      | –                  | –                  | –                  | –                  | Jesteś jaki jesteś         |
| 2003                                                     | "Oczy szeroko zamknięte”              | 1                  | 18                 | –                  | 1                  | Nie czekaj na jutro        |
| 2003                                                     | „Anka, ot tak”                        | 8                  | 50                 | –                  | –                  | Nie czekaj na jutro        |
| 2003                                                     | „Julia, tak na imię mam”              | –                  | –                  | –                  | –                  | Nie czekaj na jutro        |
| 2004                                                     | „Trochę wspomnień, tamtych dni”       | –                  | –                  | –                  | –                  | Nie czekaj na jutro        |
| 2005                                                     | „Pierwsza łza”                        | 25                 | –                  | –                  | –                  | Historie, których nie było |
| 2005                                                     | „Przepraszam cię”                     | 8                  | 28                 | 29                 | 4                  | Historie, których nie było |
| 2005                                                     | „Wróciłam”                            | –                  | 40                 | –                  | –                  | Historie, których nie było |
| 2006                                                     | „Gdybyś był”                          | –                  | 4                  | –                  | 1                  | The Best of 1996–2006      |
| 2006                                                     | „Całą sobą”                           | –                  | –                  | –                  | –                  | The Best of 1996–2006      |
| 2008                                                     | „Puste słowa”                         | –                  | 2                  | –                  | –                  | The Best of 1996–2006      |
| 2011                                                     | „Zatańcz ze mną, proszę”              | –                  | 26                 | –                  | –                  | Bez słów...                |
| 2011                                                     | „Bo każdej nocy”                      | –                  | 37                 | –                  | –                  | Bez słów...                |
| 2013                                                     | „Na nic nie czekam”                   | –                  | –                  | –                  | –                  | Zbieg okoliczności         |
| 2013                                                     | „Kiedy nie ma w nas miłości”          | –                  | –                  | –                  | –                  | Zbieg okoliczności         |
| 2014                                                     | „Ogród naszych dni”                   | –                  | –                  | –                  | –                  | Zbieg okoliczności         |
| 2014                                                     | „Jesteś jak ona”                      | –                  | –                  | –                  | –                  | Zbieg okoliczności         |
| 2015                                                     | „Jesteś powietrzem”                   | –                  | –                  | –                  | –                  | Łzy 20                     |
| 2016                                                     | „Życie jest piękne”                   | –                  | 44                 | –                  | –                  | Łzy 20                     |
| 2016                                                     | „Czy możesz to dla mnie zrobić”       | –                  | –                  | –                  | –                  | Łzy 20                     |
| 2016                                                     | „Jestem taka jestem”                  | –                  | –                  | –                  | –                  | Łzy 20                     |
| 2018                                                     | „Miłość może ranić”                   | –                  | –                  | –                  | –                  | 2018 EP                    |
| 2020                                                     | „Świat jest nasz”                     | –                  | –                  | –                  | –                  | Łzy 20                     |
| 2021                                                     | „Agnieszka 2.0”                       | –                  | –                  | –                  | –                  |                            |
| 2021                                                     | „Za szczęście, za zdrowie, za miłość” | –                  | –                  | –                  | –                  |                            |
| „–” oznacza, że singel nie był notowany na danej liście. |                                       |                    |                    |                    |                    |                            |

### Inne
| Rok  | Tytuł           |
| ---- | --------------- |
| 1996 | Demo            |
| 2006 | 1996–2006 (DVD) |

## Teledyski
1. Narcyz się nazywam
2. Niebieska sukienka
3. Opowiem wam jej historię
4. Agnieszka już dawno...
5. Jestem jaka jestem
6. Anastazja, jestem
7. Ja nie lubię nikogo
8. Jestem dilerem
9. Trochę wspomnień, tamtych dni
10. Anka, ot tak
11. Oczy szeroko zamknięte
12. Julia, tak na imię mam
13. Pierwsza łza
14. Przepraszam Cię
15. Gdybyś był
16. Puste słowa
17. Zatańcz ze mną, proszę
18. Bo każdej nocy
19. Jesteś jak ona
20. Kiedy nie ma w nas miłości
21. Jesteś powietrzem
22. Życie jest piękne
23. Agnieszka 2.0 Była mroźna zima[b]